# Mu Shuangshuang
Mu Shuangshuang (en chino: 穆爽爽; 7 de julio de 1984) es una deportista china que compitió en halterofilia. Ganó tres medallas de plata en el Campeonato Mundial de Halterofilia entre los años 2005 y 2007.

## Palmarés internacional
| Campeonato Mundial | Campeonato Mundial              | Campeonato Mundial | Campeonato Mundial |
| Año                | Lugar                           | Medalla            | Categoría          |
| ------------------ | ------------------------------- | ------------------ | ------------------ |
| 2005               | Doha (Catar)                    | Medalla de plata   | +75 kg             |
| 2006               | Santo Domingo (Rep. Dominicana) | Medalla de plata   | +75 kg             |
| 2007               | Chiang Mai (Tailandia)          | Medalla de plata   | +75 kg             |